# 笹村あやめ
笹村 あやめ（ささむら あやめ、1995年8月14日 - ）は、日本の女性プロレスラー。埼玉県出身。2AW所属。血液型O型。

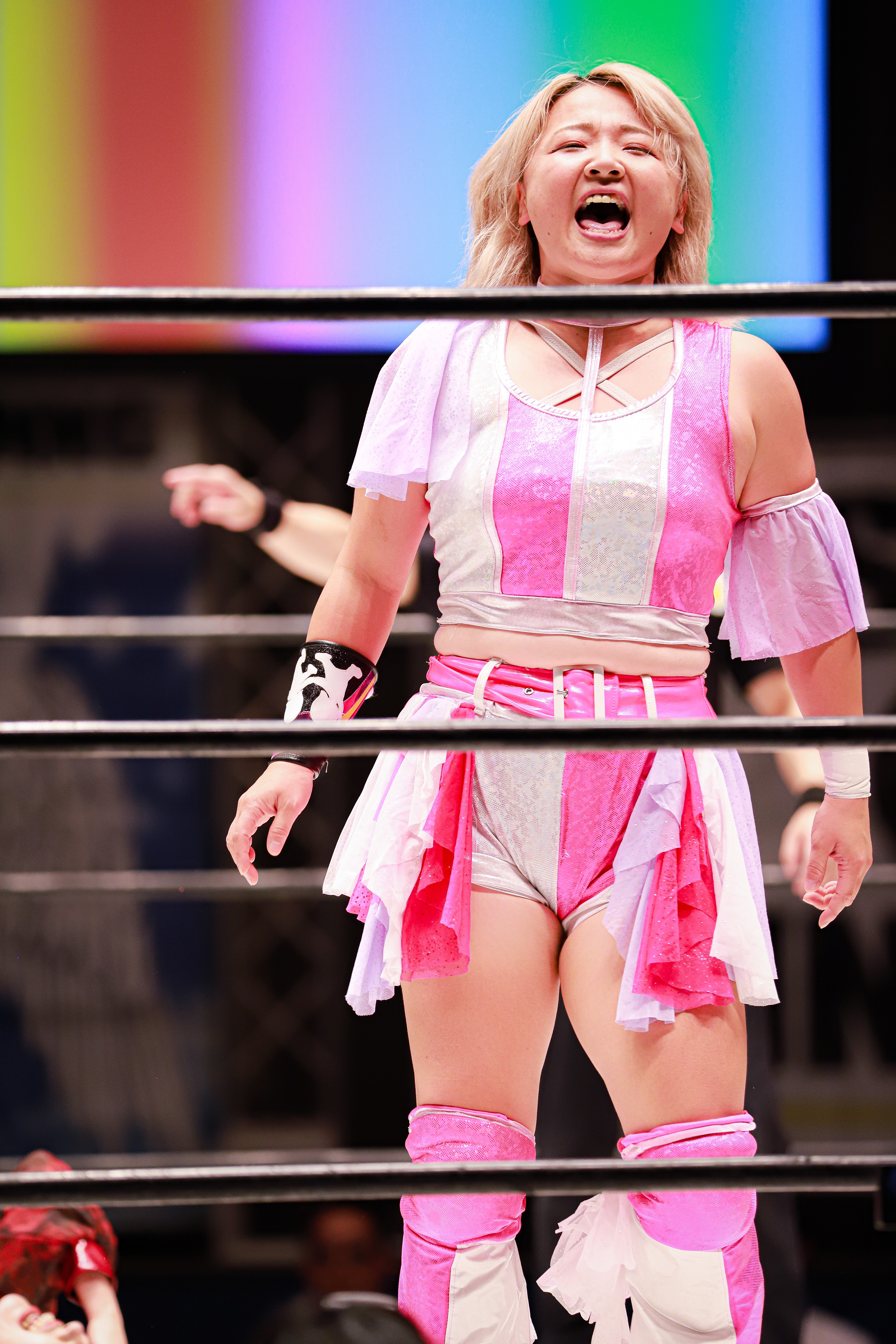
2023.08.25 SEAdLINNNG 後楽園ホール大会 笹村あやめ選手

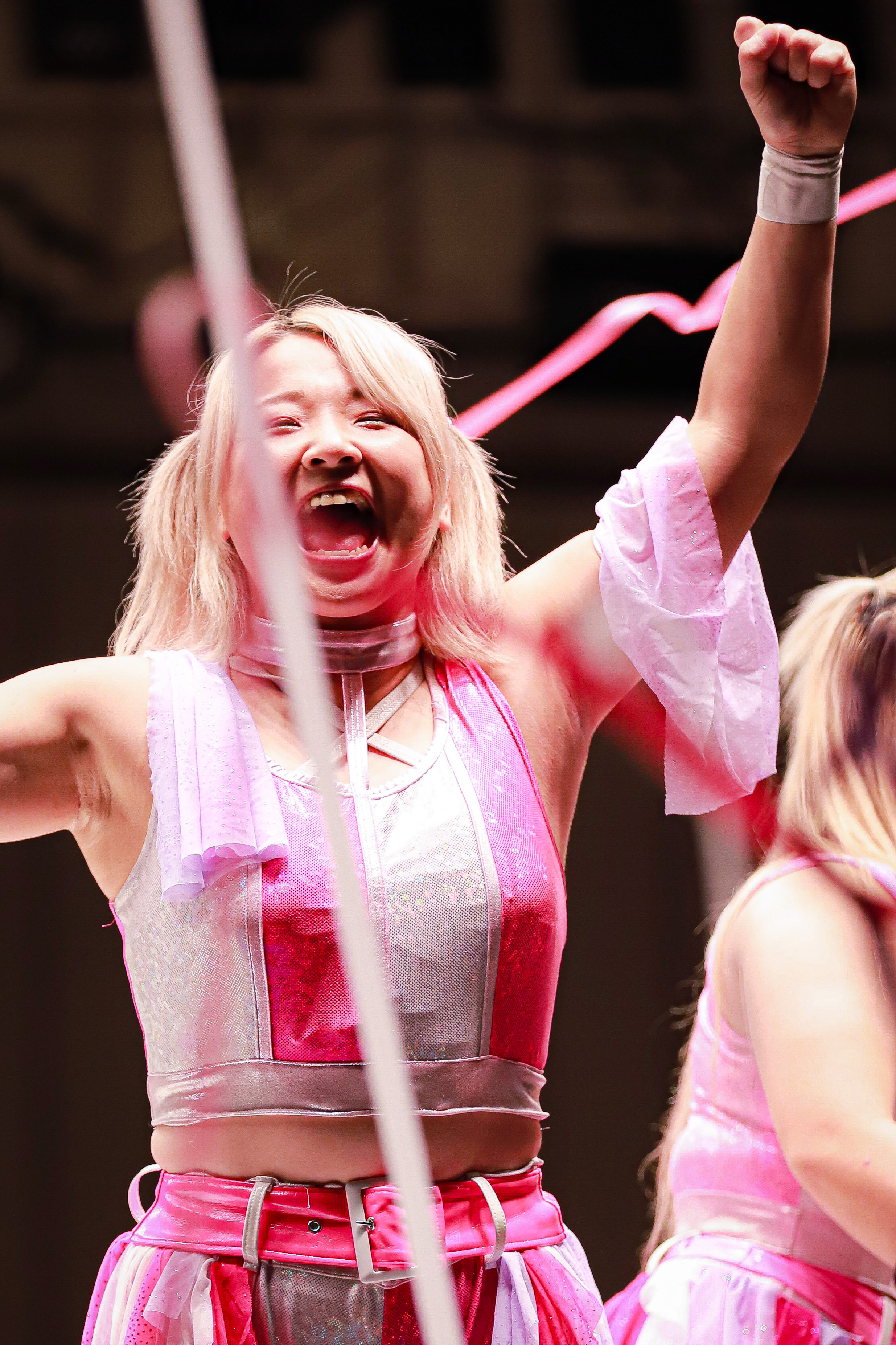
2023.08.25 SEAdLINNNG 後楽園ホール大会 笹村あやめ選手

## 経歴
2017年10月15日、後楽園ホール大会にてバンビとのシングルでデビューし敗北。
同年11月12日、千葉・Blue Field大会よりKAIENTAI DOJO女子部「対男子」シングルマッチ50番勝負1本目としてTAKAみちのくと一騎打ち。
2018年2月17日、千葉・Blue Field大会で50番勝負の一つとしてMEN’Sテイオーと対戦。初の外部選手との対戦であり、学生プロレスにおける直系の大先輩との試合となった。
2018年2月25日、KAIENTAI DOJO・TKPガーデンシティ千葉大会で初の女子外部選手、大畠美咲と対戦。
2018年6月8日、SEAdLINNNG・新木場1stRING大会に初参戦。これが初の他団体参戦となり、中島安里紗＆大畠美咲組と対戦した（パートナーは朱崇花）。
2021年11月に進垣リナが引退した事により、唯一の2AW所属の女子プロレスラーとして活動し、男子選手との対戦や外部からの招聘などが主になっていたが、2025年3月23日に彩月悠叶がデビューした事により、唯一の2AW所属の女子プロレスラーという状況からは解消された。
2022年5月29日、2AW・GRAND SLAM in 2AWスクエア大会にて真霜拳號の持つ2AW無差別級王座に挑戦。敗退するも入場ゲートからのフット・スタンプなどでインパクトを残す。なお無差別級ベルトへの女子選手の挑戦はこれが初となった。
2024年8月25日、2AW・TKPガーデンシティ千葉大会にて吉野コータローと組み2AWタッグ王座に挑戦し王座を奪取する。なお、この王座が2AWの前身であるKAIENTAI DOJO時代も含めて初の所属団体での王座戴冠となり、また同王座の女子選手初の王座戴冠となった。

## 得意技
パンダカッター改
- コブラクラッチの要領で腕を固めたまま決めるリストクラッチ式大外刈り

リストクラッチ式バックドロップ
- 相手の脇を潜り抜けながらクラッチしてそり投げるバックドロップホールド

花見達也を相手に開発したため通称ハナタツをドン
ブロックバスターホールド
笹団子
- スクールボーイの要領で相手を転がして仰向けのまま押さえつける丸め込み技

相手を倒す際に相手の股に手を入れず自分の体を使っているところがスクールボーイと異なる

## タイトル歴
2AW
- 2AWタッグ王座（第16代）（パートナーは吉野コータロー）

センダイガールズプロレスリング
- センダイガールズワールドジュニアチャンピオンシップ（初代）

SEAdLINNNG
- BEYOND THE SEA TAG TEAM王座（第2代、第12代、第14代）（パートナーは第2代が中島安里紗、第12代が海樹リコ、第14代が青木いつ希）

ワールド女子プロレス・ディアナ
- W.W.W.D認定世界シングル王座（第19代）
- W.W.W.D認定世界タッグ王座（第14代）（パートナーは進垣リナ）

## エピソード
- バックボーンは柔道。入門時にはTAKAみちのくから「すごいのが現れた」と言わしめた。
- デビュー以前に学生プロレス、神姫楽プロジェクトでの試合経験がある[3]。
- デビュー前のあこがれの選手は中島安里紗。